# ایلمونستر
ایلمونستر (به آلمانی: Ilmmünster) یک شهر در آلمان است که در بایرن واقع شده‌است.

## خصوصیات
ایلمونستر ۱۳٫۸۹ کیلومترمربع مساحت دارد ۴۳۷-۴۷۱ متر بالاتر از سطح دریا واقع شده‌است.